# 武顶螳科
武顶螳科（学名：Hoplocoryphidae）为螳螂目的一个科。

## 下级分类
本科包括以下属：Giglio-Tos (1916
- 无翅顶螳属 Apterocorypha Roy, 1966
- 武顶螳属 Hoplocorypha Stal, 1871
- 小武顶螳属 Hoplocoryphella Giglio-Tos, 1916